# Nephrotoma xizangensis
Nephrotoma xizangensis is een tweevleugelige uit de familie langpootmuggen (Tipulidae). De soort komt voor in het Palearctisch gebied.